# 裴子烈
裴子烈（？—586年），字大士，河东郡闻喜县（今山西省）人，南陈官员。

## 生平
裴子烈為南梁员外散骑常侍裴猗子，年少时父亲去世，裴子烈有志向和气概。遇到南梁末年的政局动乱，裴子烈因此学习武艺，以勇猛著称。多次跟随吴明彻四處征戰，所到之处必定作为先锋冲入敌軍阵地。南陳太建九年（577年）十月，吴明彻进攻北周，北周大将军王轨前往救援。次年二月，北周军队越到越多，南陈的将军们商议破坏堵水的土堤，掩護军队撤离，然後用船隻装载马匹退走，马军主将裴子烈说：“若破堰下船，船必傾倒，不如先遣馬出。”当时吴明彻背上长疮，病得很重，萧摩诃再次向他请求说：“今求戰不得，進退無路。若潛軍突圍，未足為恥。願公帥步卒、乘馬輿徐行，摩訶領鐵騎數千驅馳前後，必當使公安達京邑。”吴明彻说：“弟之此策，乃良圖也。然步軍既多，吾為總督，必須身居其後，相帥兼行。弟馬軍宜速，在前，不可遲緩。”萧摩诃因此率领马军在晚上出发。同年二月二十七日（578年3月20日）吴明彻决断土堤，乘水势撤军，希望从这里进入淮河。到清口时，水越来越浅，水军船只被沉在清水河中的车轮所阻挡，无法通过。王轨率领周军将他们包围起来，并加以收缩，陈军溃败。吴明彻被北周捉住，三万将士以及军队的器械物资都被北周吞并。萧摩诃則率领八十名精銳骑兵在前面突围，其余的骑兵在后面跟随，早晨时，到达淮河南岸，和将军任忠、周罗睺的军队得以保全回去。太建十一年十二月十六日（580年1月18日）陈宣帝派平北将军沈恪和电威将军裴子烈镇守南徐州，开远将军徐道奴镇守栅口，前任信州刺史杨宝安镇守白下。後歷官电威将军、北谯郡太守、岳阳郡内史，封海安县伯，食邑三百户。至德四年（586年）去世。